# German Zonin
German Semionovitch Zonin (en russe : Герман Семёнович Зонин, Guerman Semionovitch Zonine) est un footballeur et entraîneur de football soviétique puis russe né le 9 septembre 1926 à Kazan et mort le 26 novembre 2021 à Saint-Pétersbourg.

## Biographie

### Carrière de joueur
Natif de Kazan, c'est dans cette même ville que German Zonin commence la pratique du football durant sa jeunesse, rejoignant les rangs du Dinamo Kazan au début des années 1940. Il intègre en 1945 l'équipe première du club et participe au championnat de troisième division en 1946, puis au deuxième échelon entre 1947 et 1949. Au cours de cette dernière année, il est recruté par le Dinamo Léningrad avec qui il fait ses débuts en première division face au Zénith Léningrad le 7 mai 1950.
Durant les années qui suivent, il connaît des difficultés pour s'imposer, que ce soit au Dinamo où il évolue jusqu'en 1953 ou au Troudovyé Rezervy Léningrad (ru) pour qui il joue de 1954 à 1955, totalisant en tout 44 matchs en championnat entre 1950 et 1955. Il finit par prendre sa retraite au cours de cette dernière année, à l'âge de 29 ans.

### Carrière d'entraîneur
Se reconvertissant comme entraîneur à l'issue de sa carrière de joueur, Zonin intègre dans un premier temps l'encadrement technique du Troudovyé Rezervy Léningrad (ru), où il entraîne au sein des équipes de jeunes à partir de 1957. Il devient ensuite entraîneur principal de l'équipe première au mois de mai 1959 et échoue de peu à la promotion, terminant deuxième des barrages de promotion derrière l'Admiralteïets Léningrad (ru). L'équipe est par la suite dissoute en début d'année 1960.
Il retrouve peu de temps après un poste à la tête du Troud Voronej, qu'il amène à la promotion en première division à l'issue de la saison 1960 avant de quitter ses fonctions durant le mois de juin 1961 sur fond de tensions avec les autorités politiques locales. Il dirige par la suite le Zaria Lougansk entre 1962 et 1964.
En 1965, il est envoyé en Birmanie afin d'y diriger la sélection nationale, occupant ce poste jusqu'en juillet 1967. Sous ses ordres, l'équipe décroche notamment la médaille d'or durant les Jeux asiatiques de 1966.
Au mois d'octobre 1969, Zonin fait son retour à la tête du Zaria Lougansk. Reprenant alors une équipe luttant pour son maintien, il l'amène successivement à une cinquième puis quatrième place en championnat durant ses deux premières saisons avant de finalement remporter le titre de champion à l'issue de l'année 1972. Dans le courant de cette dernière année, il dirige également brièvement la sélection soviétique dans le cadre d'un tournoi amical au Brésil entre juin et juillet 1972.
Après ses succès au Zaria, Zonin rejoint en 1973 le Zénith Léningrad et dirige le club pendant près de cinq saisons jusqu'en fin d'année 1977. Son passage voit notamment Anatoli Davydov, Nikolaï Larionov ou encore Viatcheslav Melnikov (en) faire leurs débuts avec l'équipe première, mais ne s'est pas accompagné de succès sportifs notables pour l'équipe. Après avoir subi une crise cardiaque au mois d'août 1977, il ne peut plus assurer ses fonctions d'entraîneurs tandis que son assistant Vladimir Kornev termine la saison.
Bien que se retirant peu à peu du football de haut niveau après cet incident pour se consacrer à des activités de formateur, Zonin prend malgré tout la direction du SKA Rostov lors de l'année 1980 avant de devenir par la suite consultant au club. Il devient au mois de septembre 1987 entraîneur du Dinamo Tbilissi mais subit durant l'année 1988 une blessure grave au cours d'un entraînement et renonce par la suite définitivement au métier d'entraîneur en raison de sa santé de plus en plus fragile. Il continue pendant un temps de travailler dans le football, occupant notamment des postes de consultant pour le Torpedo Voljski et le Karelia Petrozavodsk (en) au cours des années 1990.
Zonine meurt le 26 novembre 2021 à Saint-Pétersbourg à l'âge de 95 ans.

## Statistiques de joueur
| Saison                | Club                             | Championnat           | Championnat | Championnat | Coupe(s) nationale(s) | Coupe(s) nationale(s) | Total | Total |
| Saison                | Club                             | Division              | M.          | B.          | M.                    | B.                    | M.    | B.    |
| 1950                  | Dinamo Léningrad                 | D1                    | 2           | 0           | -                     | -                     | 2     | 0     |
| 1951                  | Dinamo Léningrad                 | D1                    | 3           | 0           | 1                     | 1                     | 4     | 1     |
| 1952                  | Dinamo Léningrad                 | D1                    | -           | -           | -                     | -                     | 0     | 0     |
| 1953                  | Dinamo Léningrad                 | D1                    | 15          | 0           | -                     | -                     | 15    | 0     |
| 1954                  | Troudovyé Rezervy Léningrad (ru) | D1                    | 22          | 0           | 1                     | 0                     | 23    | 0     |
| 1955                  | Troudovyé Rezervy Léningrad (ru) | D1                    | 2           | 0           | 1                     | 0                     | 3     | 0     |
| Total sur la carrière | Total sur la carrière            | Total sur la carrière | 44          | 0           | 3                     | 1                     | 47    | 1     |

## Palmarès d'entraîneur
| Birmanie - Jeux asiatiques (1) - Médaille d'or : 1966 (en) |  | Zaria Vorochilovgrad - Championnat d'Union soviétique (1) : - Champion : 1972. |